# Ingmarsö
Ingmarsö es el nombre que recibe una isla del archipiélago de Estocolmo que se localiza en el centro del país europeo de Suecia en aguas del mar Báltico. Administrativamente hace parte de la provincia de Estocolmo y del municipio de Österåker. Posee una población de 159 personas según datos del año 2008 y una superficie estimada en 5,96 kilómetros cuadrados.